# Culicoides tissoti
Culicoides tissoti är en tvåvingeart som beskrevs av Wirth och Blanton 1966. Culicoides tissoti ingår i släktet Culicoides och familjen svidknott. Inga underarter finns listade i Catalogue of Life.